# Thundermani
Thundermani (ili Thundermanovi, eng. The Thundermans) je američka humoristična televizijska serija čiji je autor Jed Spingarn. Serija prati superherojsku obitelj Thunderman koja nastoji živjeti život običnih ljudi u fiktivnom gradu Hiddenvilleu. Prikazivala se od 14. listopada 2013. do 25. svibnja 2018. godine na Nickelodeonu.

## Radnja
Phoebe i Max Thunderman su blizanci koji potajno posjeduju moći i pohađaju srednju školu u Hiddenvilleu. Phoebe je odlična učenica koje želi koristiti svoje moći za dobro, dok Max želi biti zli superheroj. Oboje prolaze kroz brojne prijateljske, ljubavne i obiteljske probleme dok nastoje sakriti svoje superherojske moći od javnosti. Kroz svakodnevne dogodovštine ih prate mlađa braća Nora i Billy te roditelji Hank i Barb.

## Uloge
Seriju je na hrvatski sinkronizirao studio NET.
| Lik               | Glumac          | Hrvatski glas                 |
| ----------------- | --------------- | ----------------------------- |
| Phoebe Thunderman | Kira Kosarin    | Lorena Nosić                  |
| Max Thunderman    | Jack Griffo     | Darije Somi, Davor Ćiković    |
| Nora Thunderman   | Addison Riecke  | Nina Benović                  |
| Billy Thunderman  | Diego Velazquez | Darjan Mikušić, Bruno Jelusić |
| Hank Thunderman   | Chris Tallman   | Ivan Vidak                    |
| Barb Thunderman   | Rosa Blasi      | Iva Panić                     |
| Chloe Thunderman  | Maya Le Clark   | Lucija Kelek                  |
| dr. Colosso       | Dana Snyder     | Nikola Marjanović             |
| Cherry            | Audrey Whitby   | Kristina Krepela              |
| gđa. Austin       | Rebecca Metz    | Kristina Krepela              |

## Film
Premijera filma pod nazivom The Thundermans Return, koji će služiti kao nastavak serije, najavljena je za ožujak 2024. godine.